# 오피오이드 펩타이드
오피오이드 펩타이드(opioid peptide), 모르핀성/아편성 펩타이드 또는 진통 펩타이드는 뇌의 오피오이드 수용체(opioid receptor)에 결합하는 펩타이드(peptide)이다. 아편과 아편 유사체는 이 펩티드(peptide)의 효과를 모방한다. 이러한 펩티드는 예를 들어 엔돌핀과 같은 신체 자체에서 생성될 수 있다. 이 펩타이드의 효과는 다양하지만 모두 아편의 효과와 유사하다. 한편 이러한 내인성 물질을 기반으로하는 뇌 오피오이드 펩타이드 시스템은 동기 부여, 감정, 애착 행동, 스트레스 및 통증에 대한 반응, 음식 섭취 조절에 중요한 역할을 하는 것으로 알려져 있다.

## 식작용
한편 인터루킨 4와 대식세포(macrophages)가 식작용(phagocytosis)에서 내인성 오피오이드와 연관되는 통증의 기작이 암, 관절염뿐만아니라 신경세포등의 광범위한 퇴행성 질환과 이러한 맥락에서 관련이 있을 수 있음을 시사한다.

## 같이 보기
- 내인성 카나비노이드